# Harold Wilson (atleta)
Harold Allan Wilson (Horncastle, 22 gennaio 1885 – Durban, 17 maggio 1932) è stato un mezzofondista britannico.
Partecipò ai Giochi olimpici di Londra 1908 conquistando la medaglia d'argento nei 1 500 metri piani con il tempo di 4'03"6 e la medaglia d'oro nelle 3 miglia a squadre, arrivando 5º nella classifica individuale.

## Palmarès
| Anno | Manifestazione  | Sede   | Evento             | Risultato | Prestazione | Note |
| ---- | --------------- | ------ | ------------------ | --------- | ----------- | ---- |
| 1908 | Giochi olimpici | Londra | 1500 m piani       | Argento   | 4'03"6      |      |
| 1908 | Giochi olimpici | Londra | 3 miglia a squadre | Oro       | 6 p.        |      |